# Komenda Rejonu Uzupełnień Kielce

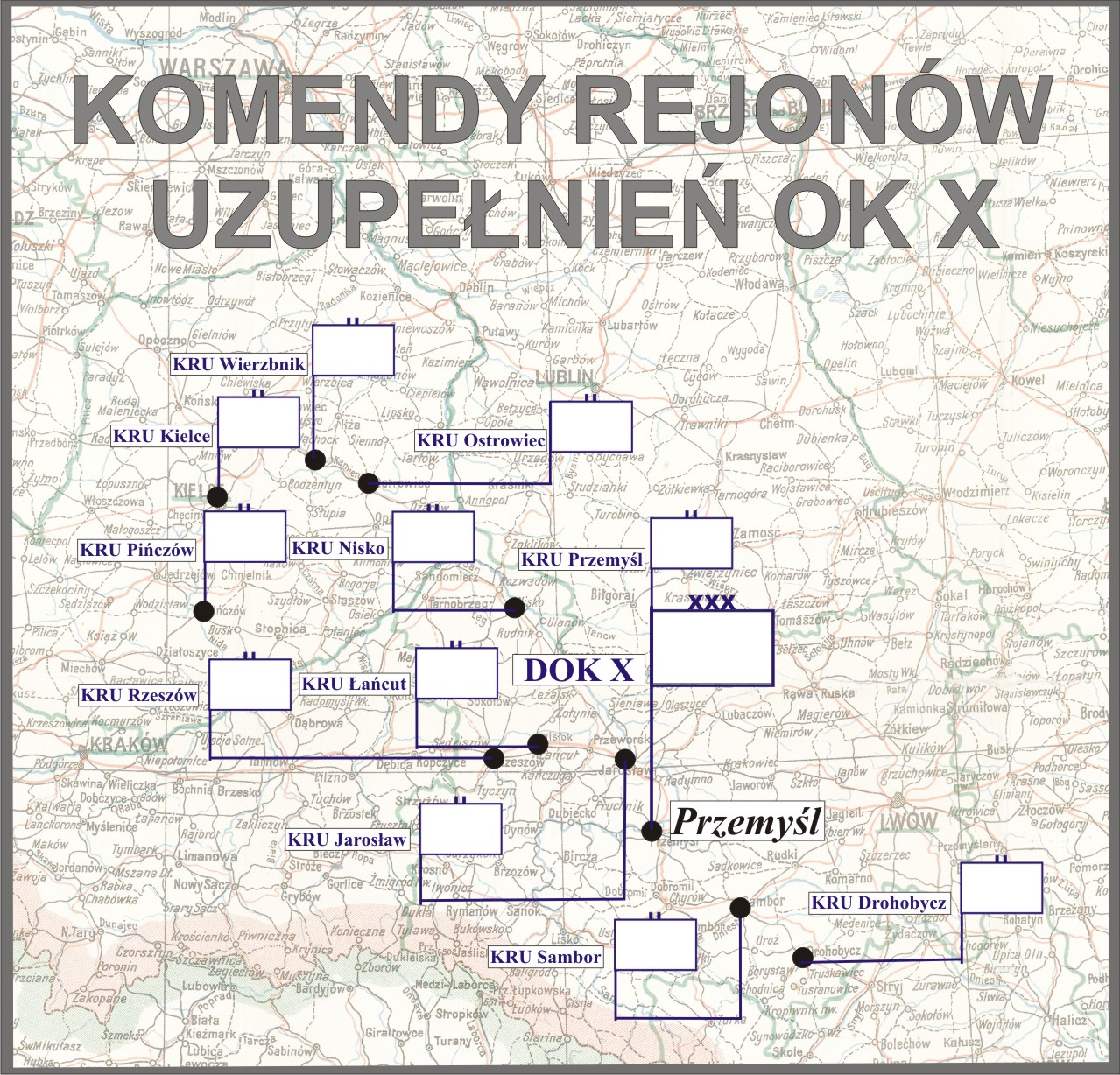
Komendy rejonów uzupełnień OK X

Komenda Rejonu Uzupełnień Kielce (KRU Kielce) – organ wojskowy właściwy w sprawach uzupełnień Sił Zbrojnych II Rzeczypospolitej i administracji rezerw w powierzonym mu rejonie.

## Historia komendy
W 1917 na terenie Kielc funkcjonował Główny Urząd Zaciągu.
Rozkazem kierownika MSWojsk. nr 144 z 27 listopada 1918 w sprawie organizacji władz zaciągowych powołano do życia między innymi Powiatową Komendę Uzupełnień w Kielcach dla Okręgu Wojskowego V obejmującego powiaty: kielecki, jędrzejowski, miechowski, pińczowski i stopnicki. Z chwilą wejścia w życie rozkazu i sformowania nowego PKU, Główny Urząd Zaciągu do Wojska Polskiego zobowiązany był przekazać całość dokumentacji tej PKU na obszarze której się znajdował. Bezpośrednią kontrolę nad PKU sprawowała Okręgowa Komendy Uzupełnień w Kielcach.
We wrześniu 1919 roku, na podstawie rozkazu Ministerstwa Spraw Wojskowych z 7 lipca 1919 roku, w Okręgu Generalnym „Kielce” przeprowadzono reorganizację służby poborowej polegającą na likwidacji Okręgowej Komendy Uzupełnień w Kielcach oraz utworzeniu ośmiu pułkowych komend uzupełnień w miejsce dotychczasowych czterech. W ramach tej reorganizacji PKU Kielce została przemianowana na Powiatową Komendę Uzupełnień 4 pp Leg. w Kielcach, która obejmowała swoją właściwością powiaty: kielecki, pińczowski i stopnicki.
18 listopada 1924 roku weszła w życie ustawa z dnia 23 maja 1924 roku o powszechnym obowiązku służby wojskowej, a 15 kwietnia 1925 roku rozporządzenie wykonawcze ministra spraw wojskowych do tejże ustawy, wydane 21 marca tego roku wspólnie z ministrami: spraw wewnętrznych, zagranicznych, sprawiedliwości, skarbu, kolei, wyznań religijnych i oświecenia publicznego, rolnictwa i dóbr państwowych oraz przemysłu i handlu. Wydanie obu aktów prawnych wiązało się z przejęciem przez władze cywilne (administracji I instancji) większości zadań związanych z przygotowaniem i przeprowadzeniem poboru. Przekazanie większości zadań władzom cywilnym umożliwiło organom służby poborowej zajęcie się wyłącznie racjonalnym rozdziałem rekruta oraz ewidencją i administracją rezerw. Do tych zadań dostosowana została organizacja wewnętrzna powiatowych komend uzupełnień i ich składy osobowe. Poszczególne komendy różniły się między sobą składem osobowym w zależności od wielkości administrowanego terenu.
Zadania i nowa organizacja PKU określone zostały w wydanej 27 maja 1925 roku instrukcji organizacyjnej służby poborowej na stopie pokojowej. W skład PKU Kielce wchodziły dwa referaty: I) referat administracji rezerw i II) referat poborowy. Nowa organizacja i obsada służby poborowej na stopie pokojowej według stanów osobowych L. O. I. Szt. Gen. 3477/Org. 25 została ogłoszona 4 lutego 1926 roku. Z tą chwilą zniesione zostały stanowiska oficerów ewidencyjnych.
12 marca 1926 roku została ogłoszona obsada personalna Przysposobienia Wojskowego, zatwierdzona rozkazem Dep. I L. 6000/26 przez pełniącego obowiązki szefa Sztabu Generalnego gen. dyw. Edmunda Kesslera, w imieniu ministra spraw wojskowych. Zgodnie z nową organizacją pokojową Przysposobienia Wojskowego zostały zlikwidowane stanowiska oficerów instrukcyjnych przy PKU, a w ich miejsce utworzone rozkazem Oddz. I Szt. Gen. L. 7600/Org. 25 stanowiska oficerów przysposobienia wojskowego w pułkach piechoty.
Od 1926 roku, obok ustawy o powszechnym obowiązku służby wojskowej i rozporządzeń wykonawczych do niej, działalność PKU Kielce normowała „Tymczasowa instrukcja służbowa dla PKU”, wprowadzona do użytku rozkazem MSWojsk. Dep. Piech. L. 100/26 Pob.
Z dniem 1 października 1927 roku powiat iłżecki został wyłączony z okręgu poborowego PKU Kielce i podporządkowany nowo powstałej PKU Wierzbnik. Od tego dnia PKU Kielce administrowała jedynie powiatem kieleckim. W grudniu 1930 roku PKU posiadała skład osobowy typ III.
31 lipca 1931 roku gen. dyw. Kazimierz Fabrycy, w zastępstwie ministra spraw wojskowych, rozkazem B. Og. Org. 4031 Org. wprowadził zmiany w organizacji służby poborowej na stopie pokojowej. Zmiany te polegały między innymi na zamianie stanowisk oficerów administracji w PKU na stanowiska oficerów broni (piechoty) oraz zmniejszeniu składu osobowego PKU typ I–IV o jednego oficera i zwiększeniu o jednego urzędnika II kategorii. Liczba szeregowych zawodowych i niezawodowych oraz urzędników III kategorii i niższych funkcjonariuszy pozostała bez zmian.
19 marca 1932 roku ogłoszono nadanie Krzyża Niepodległości st. sierż. Władysławowi Posłusznemu z PKU Kielce.
1 lipca 1938 roku weszła w życie nowa organizacja służby uzupełnień, zgodnie z którą dotychczasowa PKU Kielce została przemianowana na Komendę Rejonu Uzupełnień Kielce przy czym nazwa ta zaczęła obowiązywać 1 września 1938 roku, z chwilą wejścia w życie ustawy z dnia 9 kwietnia 1938 roku o powszechnym obowiązku wojskowym. Obok wspomnianej ustawy i rozporządzeń wykonawczych do niej, działalność KRU Kielce normowały przepisy służbowe MSWojsk. D.D.O. L. 500/Org. Tjn. Organizacja służby uzupełnień na stopie pokojowej z 13 czerwca 1938 roku. Zgodnie z tymi przepisami komenda rejonu uzupełnień była organem wykonawczym służby uzupełnień .
Komendant rejonu uzupełnień w sprawach dotyczących uzupełnień Sił Zbrojnych i administracji rezerw podlegał bezpośrednio dowódcy Okręgu Korpusu Nr X, który był okręgowym organem kierowniczym służby uzupełnień. Rejon uzupełnień nie uległ zmianie i nadal obejmował powiat kielecki.

## Obsada personalna
Poniżej przedstawiono wykaz oficerów zajmujących stanowisko komendanta Powiatowej Komendy Uzupełnień i komendanta rejonu uzupełnień oraz wykaz osób funkcyjnych (oficerów i urzędników wojskowych) pełniących służbę w PKU i KRU Kielce, z uwzględnieniem najważniejszych zmian organizacyjnych przeprowadzonych w 1926 i 1938 roku.
Komendanci
- mjr Kazimierz Dziekanowski (XI 1918 – I 1919[25])
- ppłk Wacław Mikułowski (I 1919 – 6 VII 1920 → komendant PKU 47 pp w Stryju[26])
- płk Adam Nowosilski (6 VII 1920 – 18 II 1921[27])
- ppłk Karol Blok (18 II[27] – III 1921 → komendant PKU 11 pp[28])
- ppłk piech. Stanisław Czajewski (III 1921[28] – 1922 → szef poborowy DOK IV)
- ppłk piech. Kalikst Kędzierski (do VII 1923 → I referent Szefostwa Poborowego DOK VIII[29])
- płk piech. Ksawery Łuskino (VII 1923[29] – II 1927 → stan spoczynku z dniem 30 IV 1927[30])
- mjr kanc. Antoni Kołodyński (od II 1927[31])
- ppłk piech. Władysław Tobiasiewicz (III[32] – XII 1929 → komendant PKU Stanisławów[33])
- mjr art. Wacław Racięcki (IX 1930[34] – VII 1935 → dyspozycja dowódcy OK X[35])
- mjr piech. Stanisław Kuszelewski (VIII 1935 – ? → komendant KRU Lida)
- mjr piech. Karol Józef Klimczyk (1939[36])

Obsada pozostałych stanowisk funkcyjnych PKU w latach 1921–1925
- I referent
  - kpt. piech. Józef II Piotrowski (do IV 1924[39] → 2 referent w Szefostwie Poborowym DOK V)
  - mjr piech. Jan Kicka (IV[39] – XII 1924[40] → stan spoczynku z dniem 31 I 1925)
  - kpt. piech. Józef II Piotrowski (XII 1924[41] – II 1926 → kierownik I referatu)
- II referent
  - kpt. kanc. Piotr Hłuszanin (21 VI[42] – 17 X 1923[43] → PKU Lida)
  - kpt. piech. Stanisław II Moniuszko (17 X 1923[44] – IV 1924[45] → 27 pp)
  - por. piech. Piotr Ilgiewicz (1 VII 1924[46] – II 1926 → referent)
- referent – urzędnik wojsk. XI rangi Adam Olszewski
- oficer instrukcyjny
  - kpt. / mjr piech. Stanisław Stawarz (do III 1925 → dowódca III/4 pp Leg.[47])
  - por. piech. Jan Ostachowski (III 1925[48] – III 1926[49] → 4 pp Leg.)
- oficer ewidencyjny na powiat iłżecki – por. kanc. Władysław Stanisław Włodyga (od 21 VI 1923[42])
- oficer ewidencyjny na powiat kielecki
  - urzędnik wojsk. XI rangi Jakub Zawada (1923)
  - por. kanc. Janusz Korsak (II 1925[50] – II 1926[51] → referent PKU Pińczów)

Obsada pozostałych stanowisk funkcyjnych PKU w latach 1926–1938
- kierownik I referatu administracji rezerw i zastępca komendanta
  - kpt. piech. Józef II Piotrowski (II 1926 – 31 III 1928[57] → stan spoczynku)
  - kpt. adm. (gosp.) Józef Turczyński (IV 1928[58] – XII 1929 → kierownik II referatu PKU Święciany)
  - mjr art. Wacław Racięcki (XII 1929[59] – IX 1930 → komendant)
  - kpt. piech. Józef Henryk Kozłowski[a] (VIII 1931[61] – 30 IX 1933[62] → stan spoczynku)
  - kpt. piech. Władysław Broszczakowski[b] (X 1933 – VII 1935 → dyspozycja dowódcy OK X)
- kierownik II referatu poborowego
  - por. kanc. Stefan Mikołaj Sheybal (od II 1926)
  - kpt. adm. (gosp.) Michał Pękala (do IV 1928[67] → kierownik II referatu PKU Sanok)
  - kpt. piech. Antoni Pawlikowski (IV 1928[68] – VIII 1929[69] → dyspozycja dowódcy OK X)
  - por. piech. Zygmunt Cieśliński (był w 1932, do VI 1938 → kierownik II referatu)
- referent
  - por. piech. Piotr Ilgiewicz (II 1926 – ? → PKU Puławy)
  - kpt. adm. (gosp.) Józef Turczyński (do IV 1928 → kierownik I referatu)
  - kpt. piech. mgr Kazimierz Tabędzki (XI 1928[70] – III 1930[71] → praktyka sądowa w WSO nr VI)
  - por. piech. Zygmunt Cieśliński (od XII 1929[72])
  - por. piech. Jan Tokarz (III 1930[73] – †27 II 1931[74])

Obsada pozostałych stanowisk funkcyjnych KRU w latach 1938–1939
- kierownik I referatu ewidencji – kpt. adm. (piech.) Mikołaj Kosiński[d] → w niemieckiej niewoli
- kierownik II referatu uzupełnień – kpt. adm. (piech.) Zygmunt Cieśliński[e] †1940 Charków[86]